# ともしび (歌声喫茶)

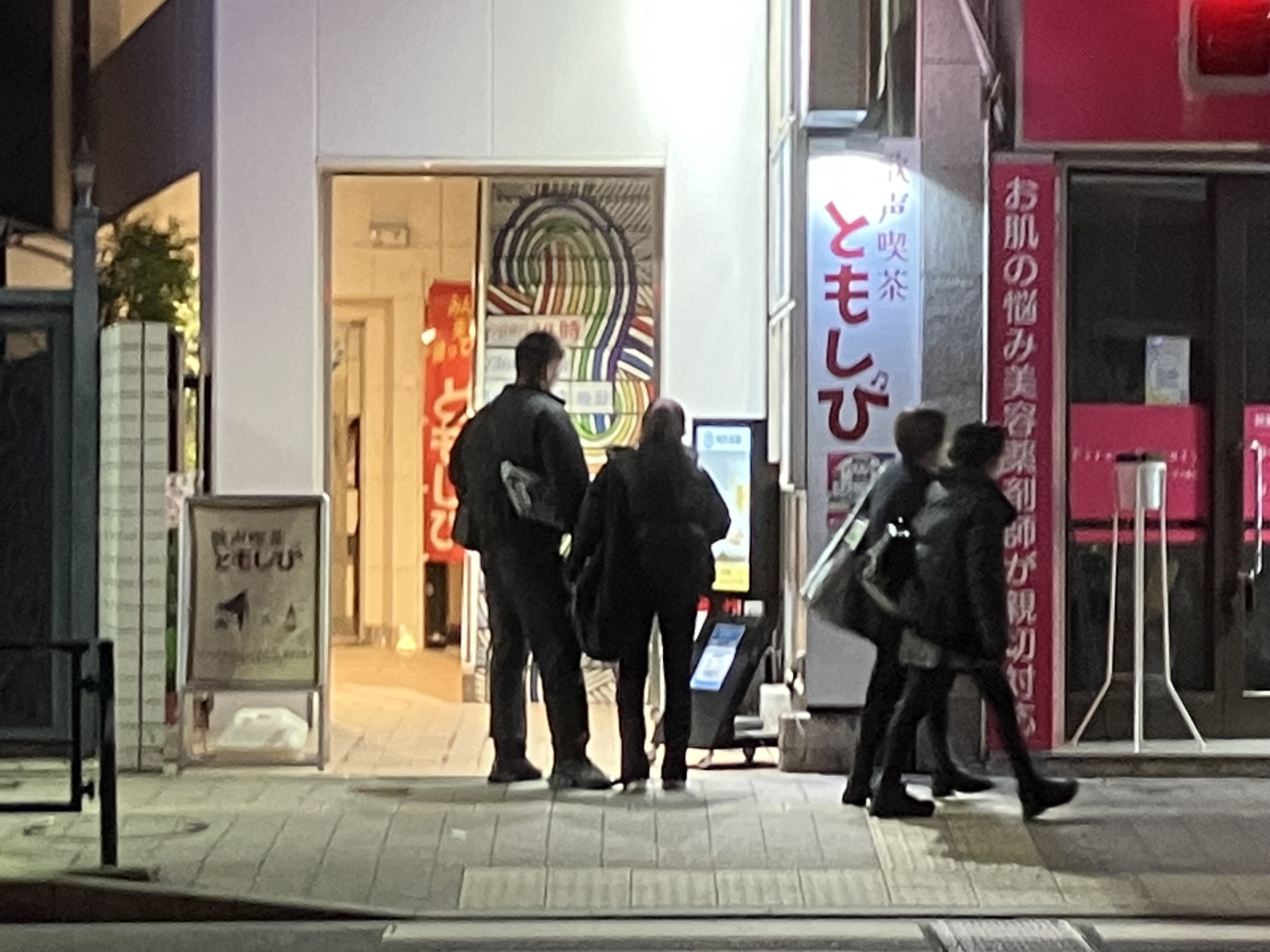
高田馬場にある「ともしび」の入口。2024年12月撮影。

ともしびは、株式会社ともしびが運営する歌声喫茶。長らく新宿に店舗を構え、歌声喫茶の老舗とされていたが、休業期間を経て、高田馬場に店舗を移し、2022年11月22日に新店舗での営業を再開した。

## 前史「灯」
歌声喫茶は、1954年12月に西武新宿駅前にあったロシア料理店で、店内に流れるロシア民謡に合わせて客たちが歌い出したことが起源とされている。やがて店名も「歌声の店　灯」と改められ、本格的に歌声喫茶の形態となり、上條恒彦やもんたよしのりらを輩出することになった。しかし、1970年代に入り歌声喫茶が下火になると、「灯」も経営に困難を抱えて解雇問題なども発生し、1977年には西武新宿駅前「灯」が閉店するに至った。

## 歌声喫茶ともしびの店舗
1969年に「音楽文化集団ともしび」が結成され1972年に「株式会社ともしび」が結成された。1966年に自主運営の店「灯」亀戸店が開店し、1961年に吉祥寺駅北口に開店した「灯」吉祥寺店は1972年にF&Fビルに移転し、1973年に鬼王神社横に「ともしび新宿店」が再建、開店され、「音楽文化集団ともしび」による3店舗体制となった。1970年代になってひらがなの「ともしび」がつかわれるようになり、F&Fビルへの移転後は「ともしび」に統一された。
新宿店は1984年12月に店舗を移転し、2020年9月まで新宿三丁目のビルの6階に店を構えていた。1992年には2店舗が閉店し、新宿店のみの体制となった。1996年の時点で、店の定員は64名であったが、週末には70名ほどの客が入ることもあったという。
2020年には、コロナ禍の中で4月から一旦休業、その後6月から入場者を20名にとどめる限定営業をおこなったが、入居していたビルの建て替えもあり、9月に閉店した。
2022年8月には、新たに高田馬場駅近くに移転して営業を再開することが予告され、11月22日から新店舗での営業が始まった。

## 関連する活動
ともしびは、歌声喫茶の運営を中心としつつ、各地のイベントにスタッフが出張して「歌声喫茶」のパフォーマンスをおこなう「出前歌声」を展開している。
また、関連するオペレッタ劇団ともしび、ともしび音楽企画などの公演も展開されている。コロナ禍の中で公演の多くが中止に追い込まれ、苦しい状態が続いていたが、感染症の分類の移行にあわせ、徐々に客足が戻ってきている。